# Кузьминка (река, Парамушир)
Кузьминка — река в России на острове Парамушир, входящем в состав северной группы Большой гряды Курильских островов. Река протекает на южной окраине города Северо-Курильск. Длина Кузьминки — 8,3 км. Площадь водосборного бассейна — 17 км².
Начинается из родников на восточных склонах хребта Вернадского, вершины водосборных бассейнов размещены у вулкана Эбеко. Течёт в юго-восточном направлении от вулкана Эбеко, оставляя по правому берегу гору Узкую. В низовьях ширину реки составляет 10 м при глубине в 0,5 м.
Кузьминка является левобережным притоком реки Матросская, впадающая в 2,4 км от устья Матросской.
Ширина реки около 5-10 м, а глубины составляет от 0,1 до 0,2 м в межень, до 0,5 м в половодье. Скорость течения воды составляет 0,5-1,4 м/с.
Летом 2022 года после продолжительных и интенсивных дождей повысился уровень рек Кузьминака и Матросская на территории Северо-Курильска несколько дней действовал режим ЧС. Несколько домов подтопило.
В зоне воздействия селевых потоков под угрозой разрушения находится вся территория ниже высотной отметки 130 м для реки Кузьминки. Угрозе подвержены частично территории города Северо-Курильска и его промышленные объекты, обеспечивающие жизнеспособность, такие как электростанция. Для предотвращения разрушений необходимы инженерные сооружения противоселевой защиты.

## Данные водного реестра
По данным государственного водного реестра России относится к Амурскому бассейновому округу. Речной бассейн — бассейны рек острова Сахалин. Водохозяйственный участок — Курильские острова.
Код водного объекта 20050000312118300010409.